# Borderline (filme de 1930)
Borderline é um filme britânico em preto e branco, do gênero drama, dirigido por Kenneth MacPherson e lançado em 1930.